# Семеново (Баймацький район)
Семе́ново (рос. Семёново, башк. Һәмән) — присілок у складі Баймацького району Башкортостану, Росія. Входить до складу Біляловської сільської ради.
Населення — 329 осіб (2010; 290 в 2002).
Національний склад:
- башкири — 100%